# THE IDOLM@STER SHINY COLORS BRILLI@NT WING
《THE IDOLM@STER SHINY COLORS BRILLI@NT WING》，是Lantis自2018年6月6日起發售的《偶像大師 閃耀色彩》角色歌曲系列專輯。

## 概要
本專輯系列為《偶像大師 閃耀色彩》的角色歌CD系列專輯。各團體的單曲收錄了廣播劇。

## 01
2018年6月6日發售。收錄閃耀色彩演唱的主題曲「Spread the Wings!!」，以及另一首新曲。
收錄曲
主唱：閃耀色彩
1. Spread the Wings!!
作詞：兒玉沙織，作曲、編曲：山口朗彥
2. Multicolored Sky
作詞：松井洋平，作曲、編曲：高田曉

## 02
2018年7月4日發售。收錄illumination STARS演唱的角色歌曲。
收錄曲
主唱：illumination STARS
1. 作詞：中村彼方，作曲、編曲：中野領太（onetrap）
2. 作詞：中村彼方，作曲、編曲：藤末樹
3. Spread the Wings!!（ Ver.）

## 03
2018年8月1日發售。收錄L'Antica演唱的角色歌曲。
收錄曲
主唱：L'Antica
1. 作詞：真崎繪里香，作曲、編曲：南田健吾（onetrap）
2. 作詞：真崎繪里香，作曲、編曲：no_my
3. Spread the Wings!!（ Ver.）

## 04
2018年9月5日發售。收錄放學後頂點女孩演唱的角色歌曲。
收錄曲
主唱：放學後頂點女孩
1. 作詞：古屋真，作曲、編曲：南田健吾（onetrap）
2. 作詞：古屋真，作曲、編曲：no_my
3. Spread the Wings!!（ Ver.）

## 05
2018年10月3日發售。收錄Alstroemeria演唱的角色歌曲。
收錄曲
主唱：Alstroemeria
1. 作詞：鈴木靜那，作曲、編曲：森本貴大
2. 作詞：鈴木靜那，作曲、編曲：SHOW（Digz, Inc. Group）
3. Spread the Wings!!（ Ver.）

### 组合成员
1. 1 2  櫻木真乃（關根瞳）、風野燈織（近藤玲奈）、八宮繚（峯田茉優）、月岡戀鐘（礒部花凜）、田中摩美美（菅沼千紗）、白瀨咲耶（八卷安奈）、三峰結華（成海瑠奈）、幽谷霧子（結名美月）、小宮果穗（河野日和）、園田智代子（白石晴香）、西城樹里（永井真里子）、杜野凜世（丸岡和佳奈）、有栖川夏葉（涼本秋穗）、大崎甘奈（黑木穗乃香）、大崎甜花（前川涼子）、桑山千雪（芝崎典子）
2. 1 2  櫻木真乃（關根瞳）、風野燈織（近藤玲奈）、八宮繚（峯田茉優）
3. 1 2  月岡戀鐘（礒部花凜）、田中摩美美（菅沼千紗）、白瀨咲耶（八卷安奈）、三峰結華（成海瑠奈）、幽谷霧子（結名美月）
4. 1 2  小宮果穗（河野日和）、園田智代子（白石晴香）、西城樹里（永井真里子）、杜野凜世（丸岡和佳奈）、有栖川夏葉（涼本秋穗）
5. 1 2  大崎甘奈（黑木穗乃香）、大崎甜花（前川涼子）、桑山千雪（芝崎典子）

## 外部連結
- Lantis關連CD介紹頁（页面存档备份，存于）（日語）